# Laeïla Adjovi
Laeïla Adjovi (1982) és una periodista i fotoperiodista amb nacionalitat de Benín i de França. Està especialitzada en fotografia documental i el fotoperiodisme, prioritàriament centrada en temàtiques socials, la vida quotidiana i el patrimoni cultural africà. Viu i treballa a Dakar, Senegal, des del 2010.
Va créixer a Gabon i Sud-àfrica, va estudiar ciències polítiques i periodisme a França. Entre 2004 i 2006 va estudiar a l'Ecole de journalisme de Lille. Després va viure a l'Índia treballant per a diverses publicacions de París el 2006 i 2007. Fins al 2010 va treballar des de Noumea, a Nova Caledònia al diari local Les Nouvelles caledoniennes i després al canal públic francès de televisió. A partir del 2010 treballa a la BBC, fins al 2012 com a presentadora i després cobrint l'àfrica francòfona en francès i anglès. Ha fet exposicions a Senegal, Marroc, Benin, França, Sud-àfrica i Etiòpia. Reconeix la influència del president burkinès assassinat el 1987 Thomas Sankara, i de la seva frase "S'ha de viure africà, és l'única manera de viure dignes i lliures".
El 2018 va guanyar el Gran Premi Leopold-Sédar-Senghor a la 13a Biennal de Dakar de l'art africà contemporani. El seu treball, anomenat Malaîka Dotou Sankofa, volia ser una crítica a les fotografies que arriben a Europa sobre Àfrica. El premi també el va guanyar el fotògraf i documentalista francès Loic Hoquet.